# Oldenborstel
Oldenborstel (niederdeutsch: Olenbossel) ist eine Gemeinde im Kreis Steinburg in Schleswig-Holstein.

## Geografie

### Geografische Lage
Das Gemeindegebiet von Oldenborstel erstreckt sich etwa 3 km nordöstlich des ländlichen Zentralorts Schenefeld im Naturraum Heide-Itzehoer Geest (Haupteinheit Nr. 693).

### Gemeindegliederung
Die Gemeinde Oldenborstel besteht siedlungsgeografisch aus den Wohnplätzen des namenstiftenden Dorfes sowie (teilweise) der Streusiedlung Pulserdamm.

### Nachbargemeinden
Unmittelbar angrenzende Gemeindegebiete von Oldenborstel sind:
|            | Puls                                        |                |
| Schenefeld | Kompassrose, die auf Nachbargemeinden zeigt |                |
|            | Pöschendorf                                 | Christinenthal |

## Geschichte
Von 1901 bis 1957 hatte Oldenborstel eine Bahnstation an der Rendsburger Kreisbahn.

## Politik

### Gemeindevertretung
Bei der Kommunalwahl am 14. Mai 2023 wurden insgesamt sieben Sitze vergeben. Diese fielen erneut alle an die Kommunale Wählergemeinschaft Oldenborstel. Die Wahlbeteiligung betrug 76,0 %.

### Wappen
Blasonierung: „In Grün vier schragenweise gestellte, abgewendete silberne Holzhäuser über einem goldenen Ring im Schildfuß.“
Der Ortsname weist dieses Dorf als „alten Siedlungsplatz“ oder „alte Siedlungsstelle“ aus. Die vier giebelständigen abstrahierten Ställe gehen auf diese Deutung des Ortsnamens ein. Der darunter befindliche goldene Ring bezieht sich auf die frühe Besiedlung dieser Region. Es handelt sich dabei um einen historischen Grabfund in der Gemeinde aus dem Jahre 1929. Der grüne Schild symbolisiert die Bedeutung der Landwirtschaft sowie den reichhaltigen Baumbestand.

## Verkehr
Durch das Gemeindegebiet von Oldenborstel führt die Kreisstraße 66 von Steinburg. Sie zweigt im Süden im Bereich der nördlichen Feldmark der Gemeinde Pöschendorf von der hier (grob) in Ost-West-Richtung verlaufenden Bundesstraße 430 ab und führt in nördlicher Richtung zunächst zur schleswig-holsteinischen Landesstraße 128 in Puls. Das Dorf wird dabei westlich umfahren.